# Aéroport international de Gimpo (métro de Séoul)
Aéroport international de Gimpo (en coréen : 김포공항역 et officiellement en anglais : Gimpo International Airport) est une station de correspondance entre la ligne 5, la ligne 9, la ligne AREX, la ligne Gimpo Gold et la ligne Seohae du métro de Séoul. Elle est située, Haneulgil Jiha 77, 886 Banghwa-dong, dans l'arrondissement de Gangseo-gu, à Séoul en Corée du Sud. Elle dessert l'Aéroport international de Gimpo.
ouverte en 1996, c'est une importante station de correspondance avec cinq lignes de métro. Elle est desservie par les rames qui circulent sur chacune de ces lignes. Il y a de nombreuses directions, la ligne AREX permet de rejoindre en direct la gare de Séoul.

## Situation sur le réseau

Plan du réseau du métro de Séoul (2023)

La station en surface Neunggok est une station de correspondance entre la ligne 5, la ligne 9, la ligne AREX, la ligne Gimpo Gold et la ligne Seohae, :
sur la ligne 5 elle est située entre la station Gaehwasan, en direction du terminus nord Banghwa, et la station Marché de l'aéroport, en direction du terminus est Hanam Geomdansan ou Macheon, ;
sur la ligne 9 elle est située entre la station Gaehwa, le terminus ouest, et la station Haengsin, en direction du terminus est VHS Medical Center, ;
sur la ligne AREX elle est située entre la station Gyeyang, en direction du terminus ouest Aéroport international d'Incheon Terminal 2, et la station Magongnaru, en direction du terminus est Gare de Séoul, ;
sur la ligne Gimpo Gold c'est une station terminus située avant la station Gochon, en direction du terminus Yangchon, ;
sur la ligne Seohae, elle est située entre la station Neunggok, en direction du terminus nord, Daegok ou Ilsan, et la station Wonjong, en direction du terminus sud Wonsi.

## Histoire
La station Aéroport international de Gimpo est mise en service le 20 mars 1996, lors de l'ouverture à l'exploitation de la section de Banghwa à Kkachisan,.
Elle devient une station de correspondance le 23 mars 2007, lors de l'ouverture à l'exploitation de la section la reliant avec l'Aéroport international d'Incheon, station Aéroport international d'Incheon Terminal 1. La station de la ligne 9 est mise en service le 24 juillet 2009, lors de l'ouverture à l'exploitation de la section de Gaehwa à Sinnonhyeon.
La quatrième station de correspondance est mise en service le 28 septembre 2019 lors de l'ouverture à l'exploitation de la ligne Gimpo Gold,. La cinquième station de correspondance ouvre le 1er juillet 2023, avec l'ouverture de la section de Sosa à Daegok, de la ligne Seohae,.

## Services aux voyageurs

### Accès et accueil
Proche de l'aéroport, à côté d'un bâtiment commercial et d'hôtel la station dispose de quatre accès. Station souterraine complexe avec plusieurs niveaux en sous-sol. Elle est proche des accès à l'aérogare de l'aéroport.

### Desserte
La gare est desservie par cinq lignes disposant chacune de deux quais latérauxx. Attention, suivant les lignes les directions opposées ne sont pas obligatoirement au même niveau de sous-sol.

#### Ligne 5
Aéroport international de Gimpo ligne 5, dispose de deux quais, incurvés, équipés de portes palières. Elle est desservie par les rames omnibus qui circulent sur la ligne, avec pour terminus nord Banghwan  et pour terminus est  Hanam Geomdansan ou  Macheon.

Installations ligne 5
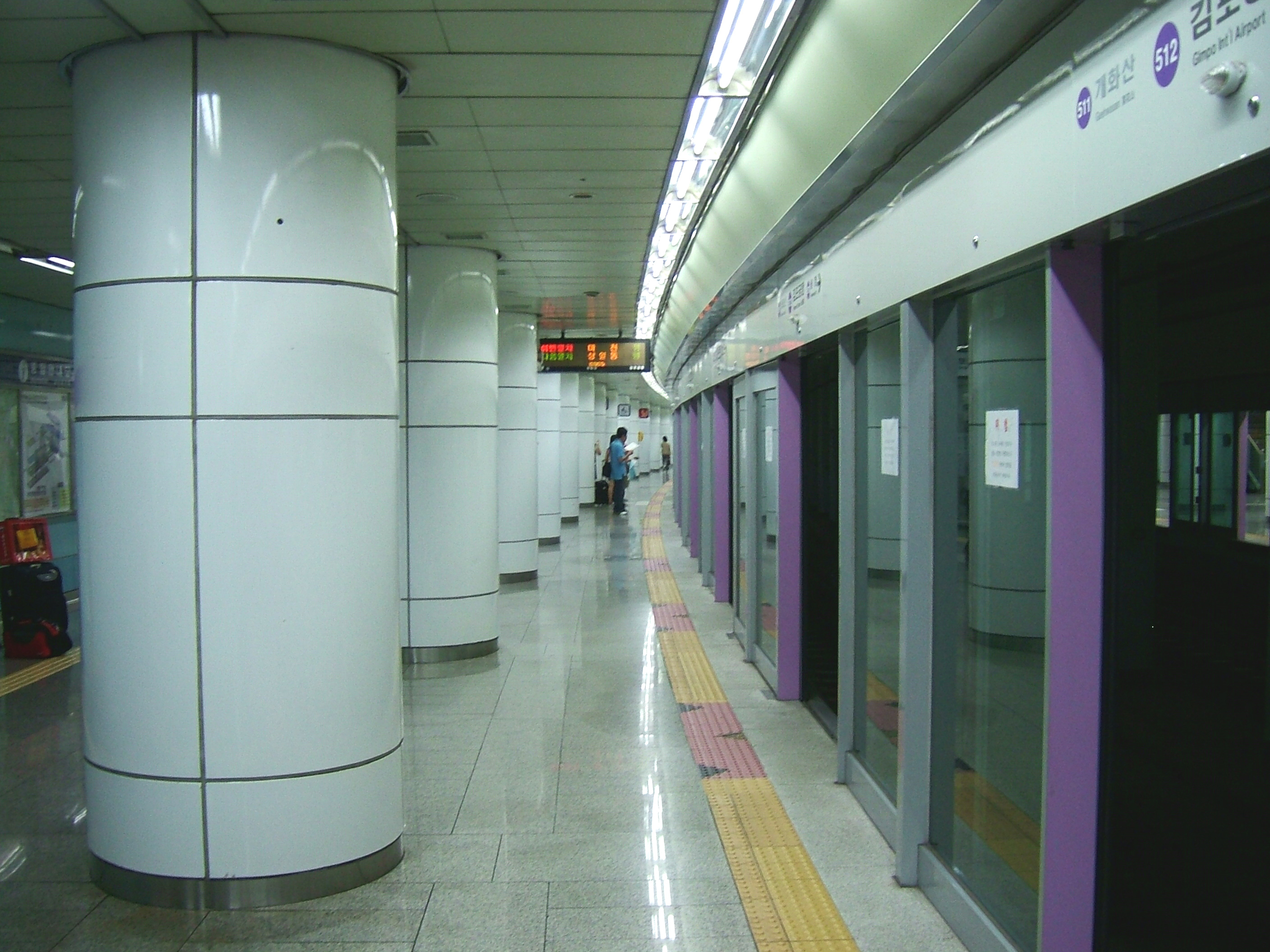
En 2007.
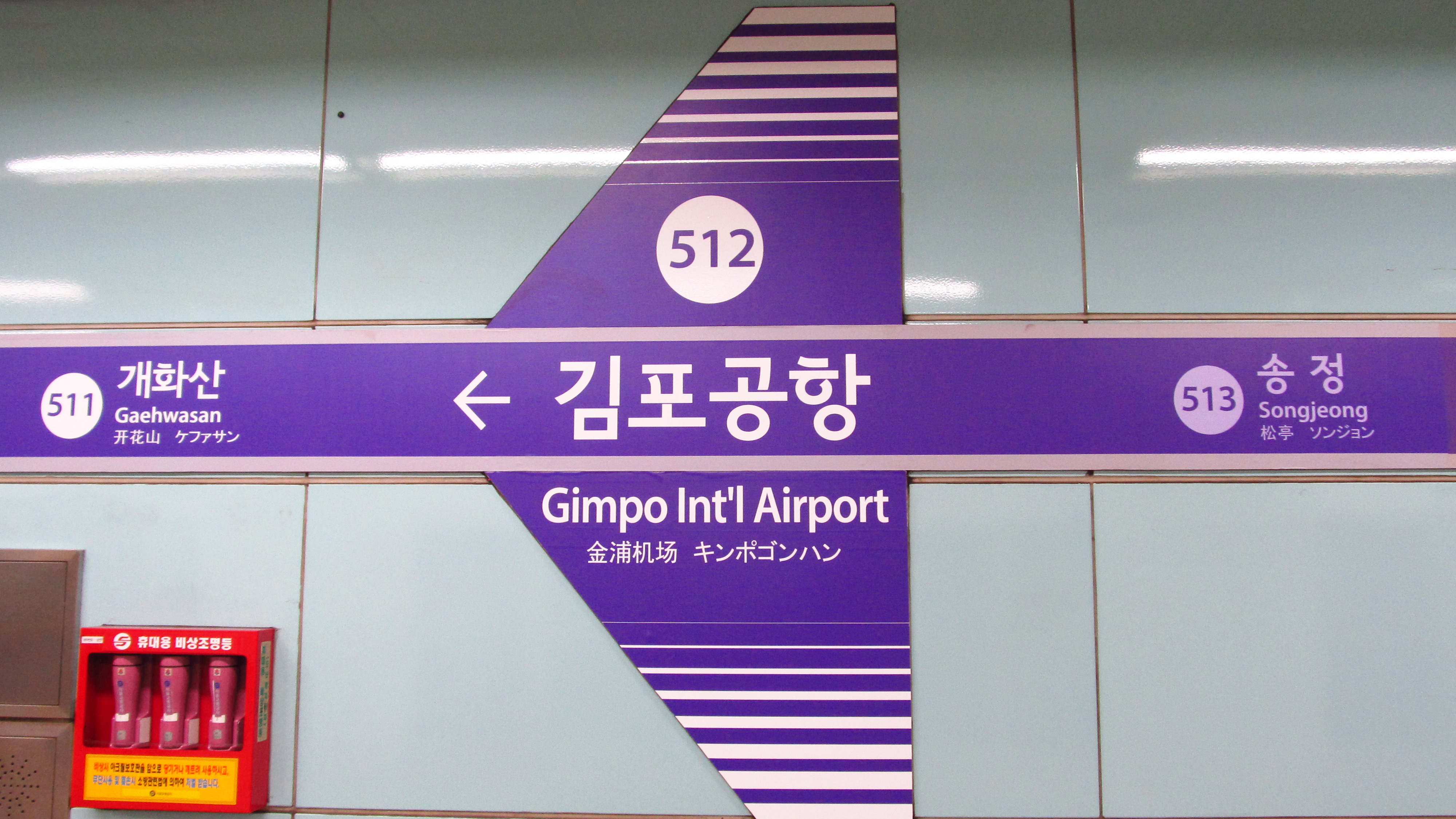
En 2018.
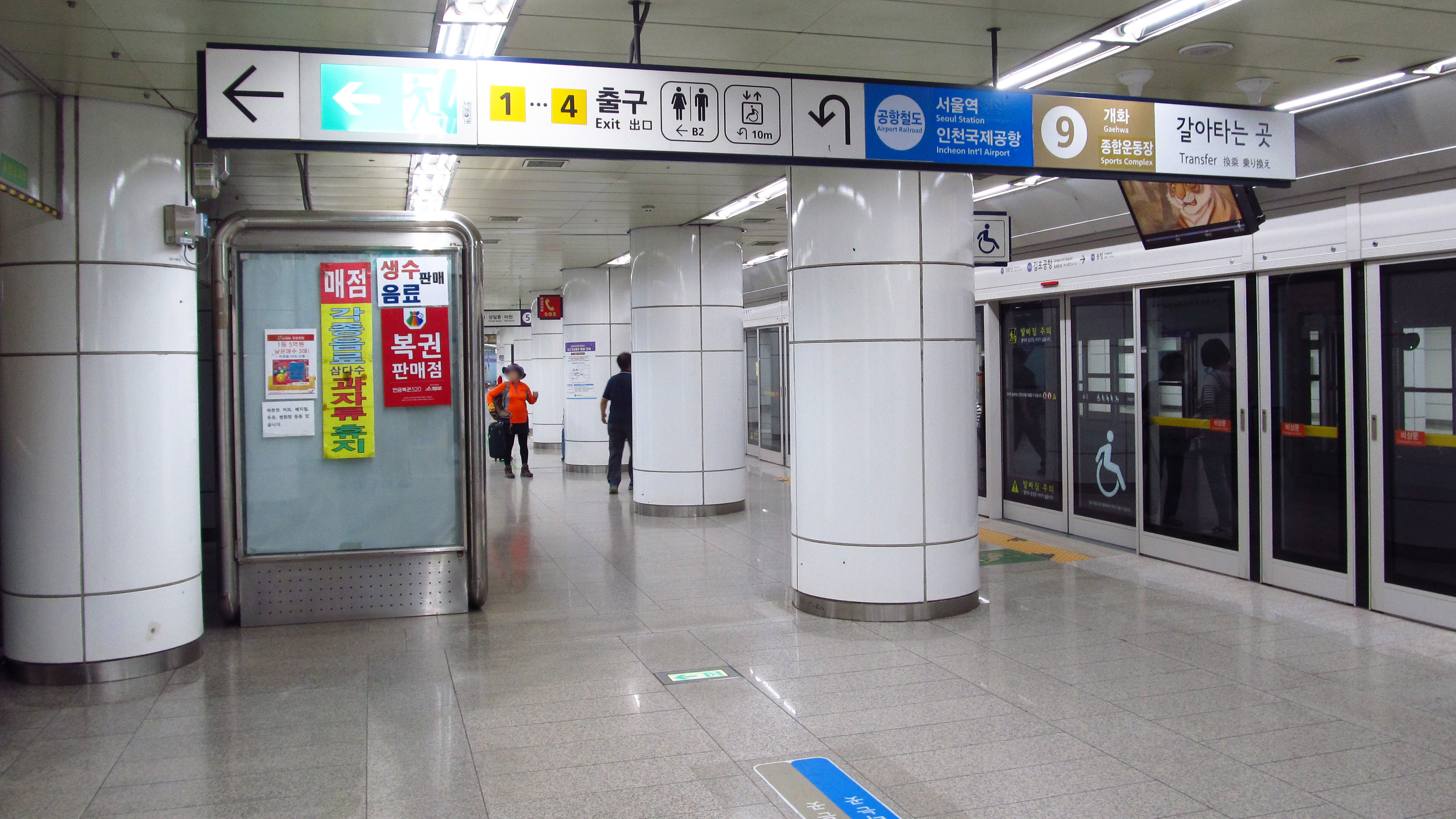
En 2018.

#### Ligne 9
Aéroport international de Gimpo ligne 9, dispose de deux quais équipés de portes palières. Elle est desservie par les rames qui circulent sur la ligne : les omnibus ont pour terminus ouest Gaehwa  et pour terminus est  VHS Medical Center ; et les express  ont pour terminus ouest la station de l'Aéoroport et pour terminus est VHS Medical Center.

Installations ligne 9
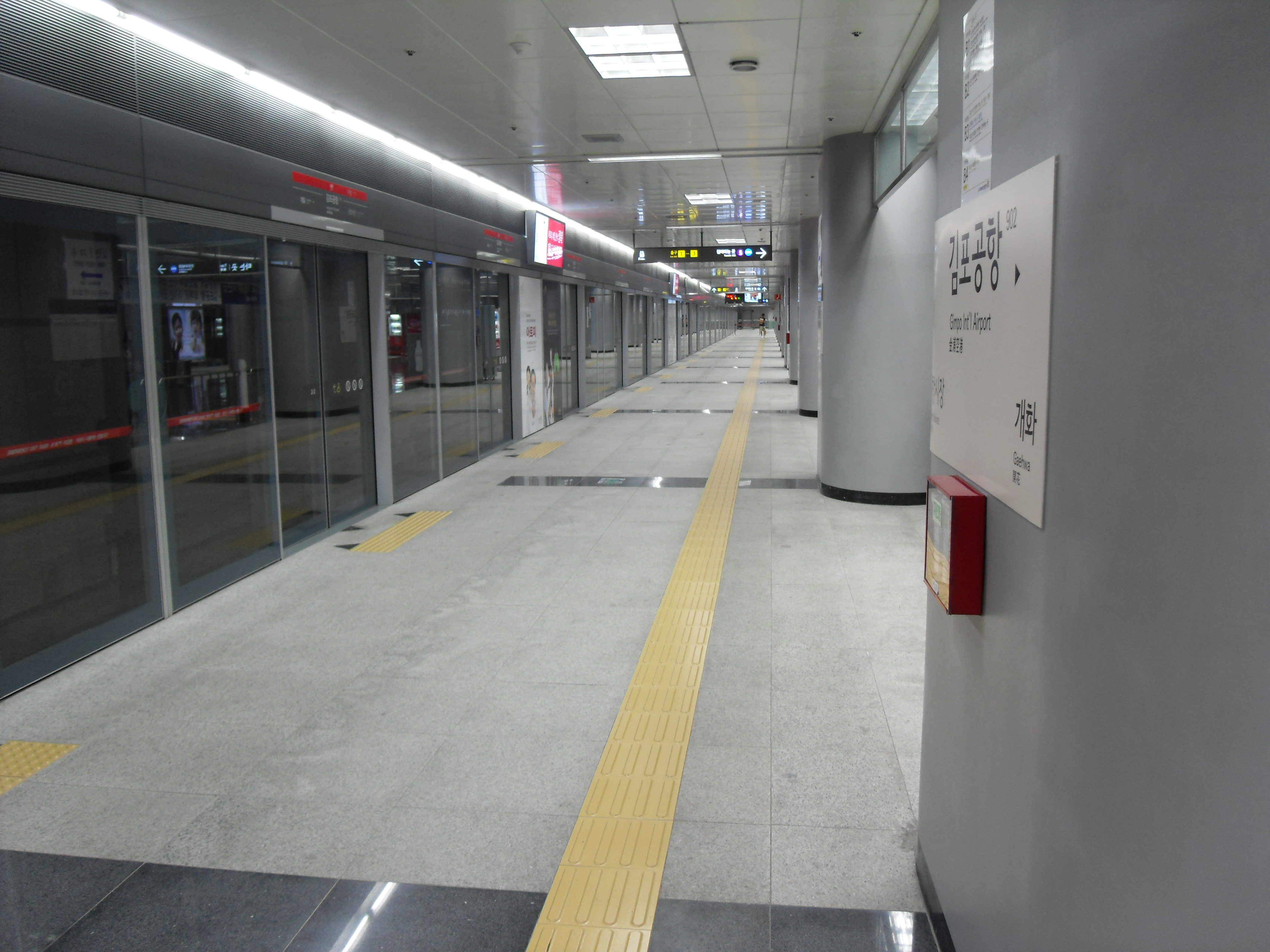
En 2009.
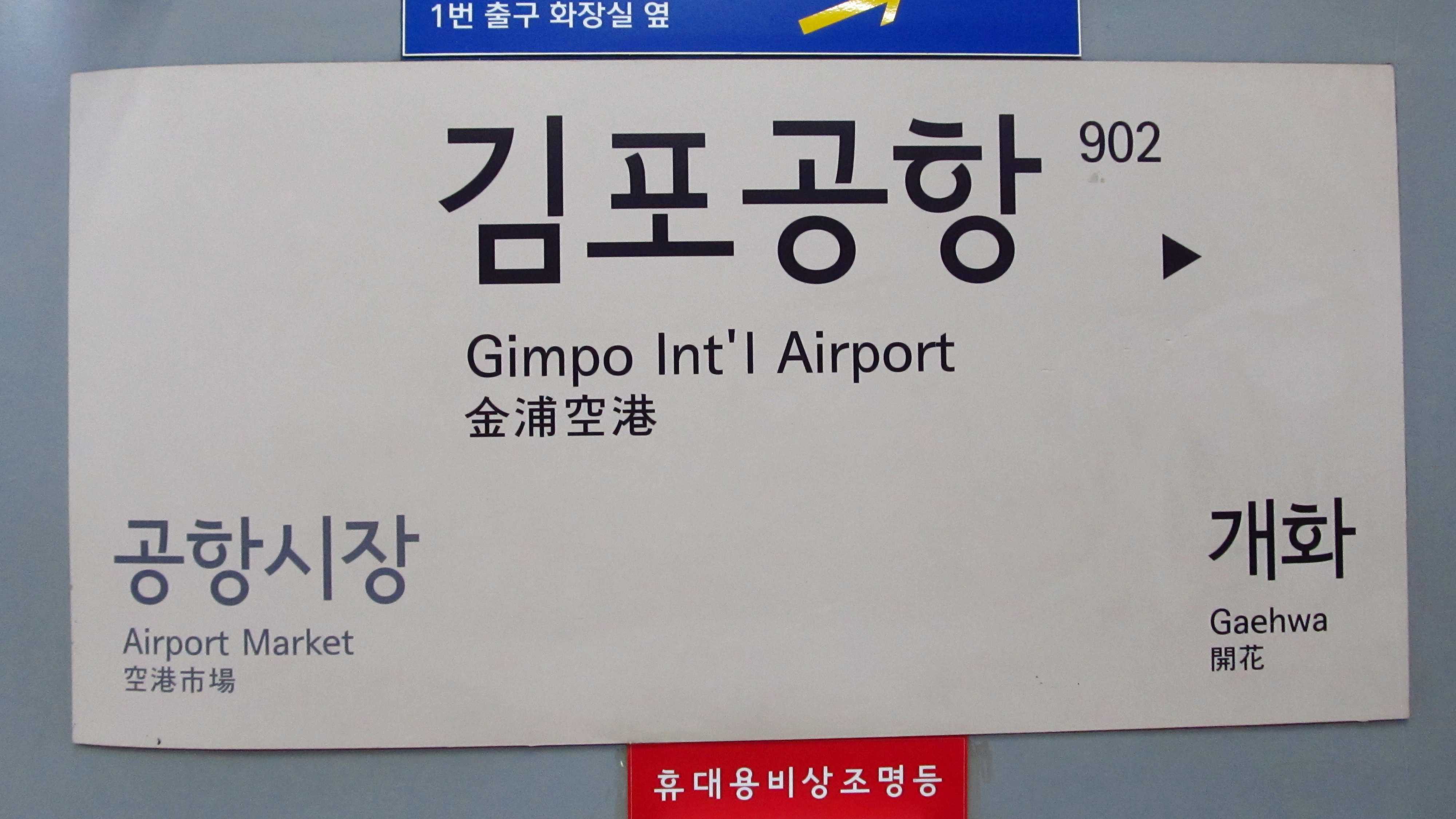
En 2018.
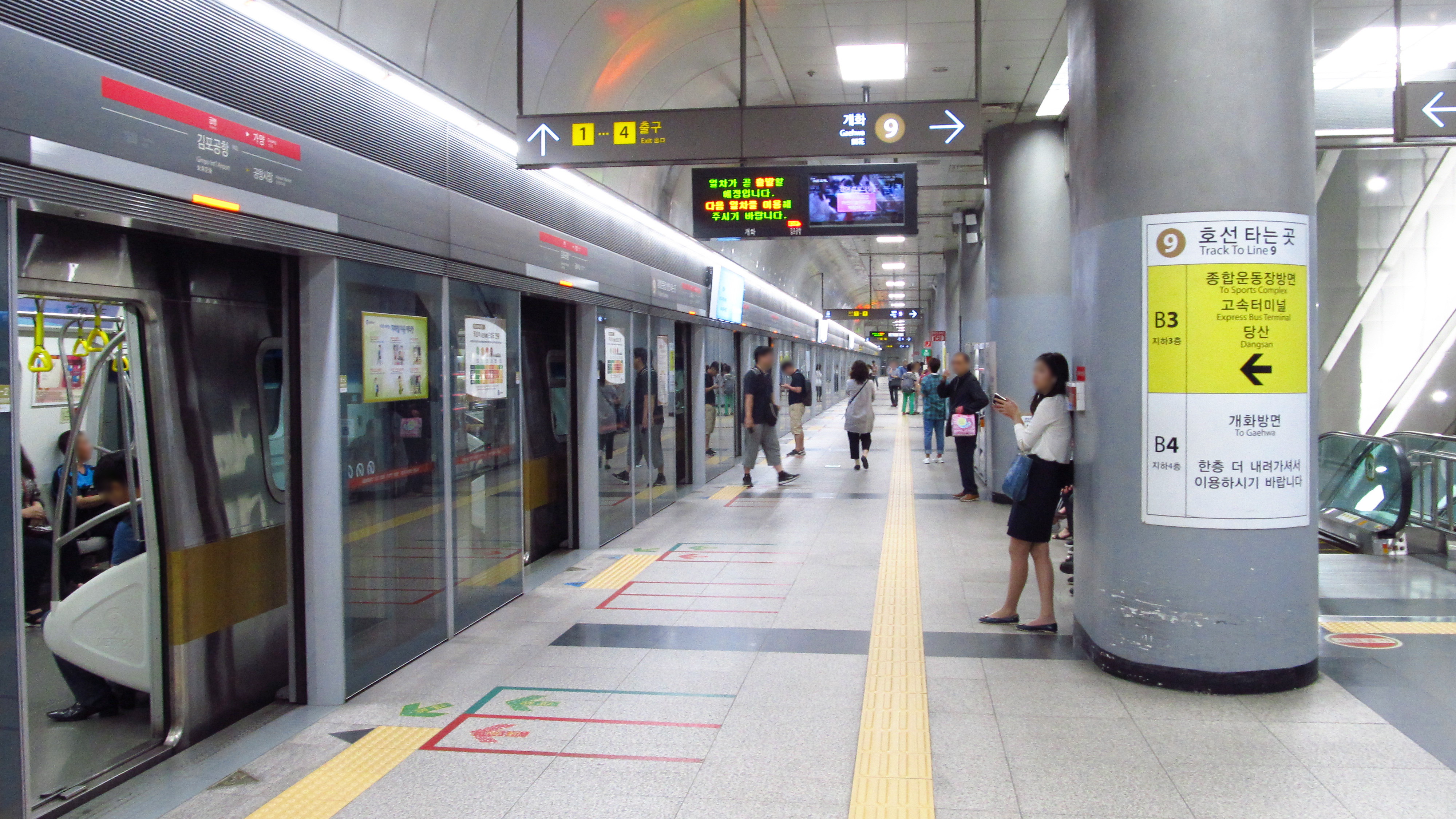
En 2018.

#### Ligne AREX
Aéroport international de Gimpo ligne AREX, dispose de deux quais équipés de portes palières. Elle est desservie par les rames omnibus qui circulent sur la ligne, avec pour terminus nord Aéroport international d'Incheon Terminal 2  et pour terminus est (centre) Gare de Séoul.

Installations ligne AREX
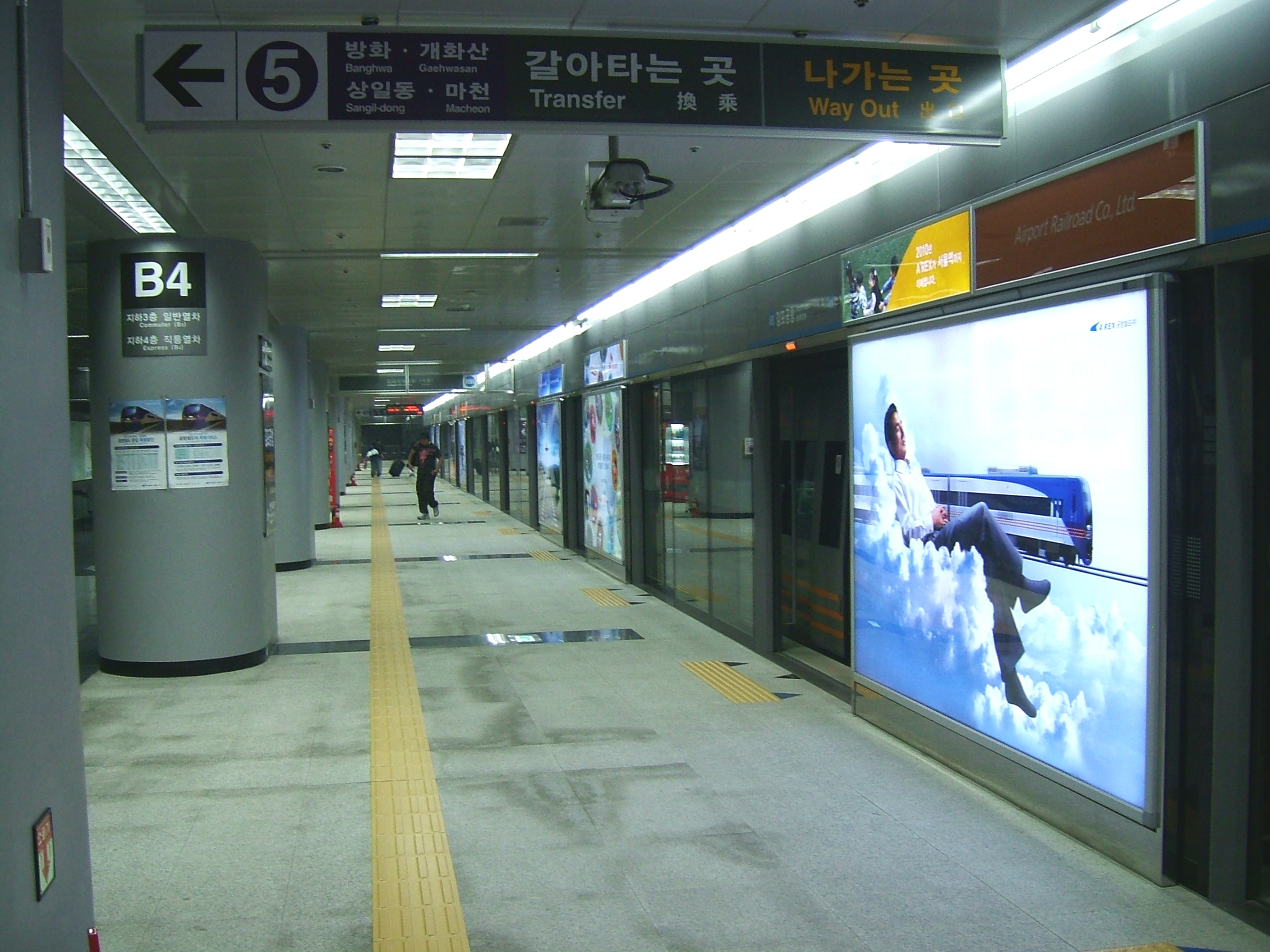
En 2007.
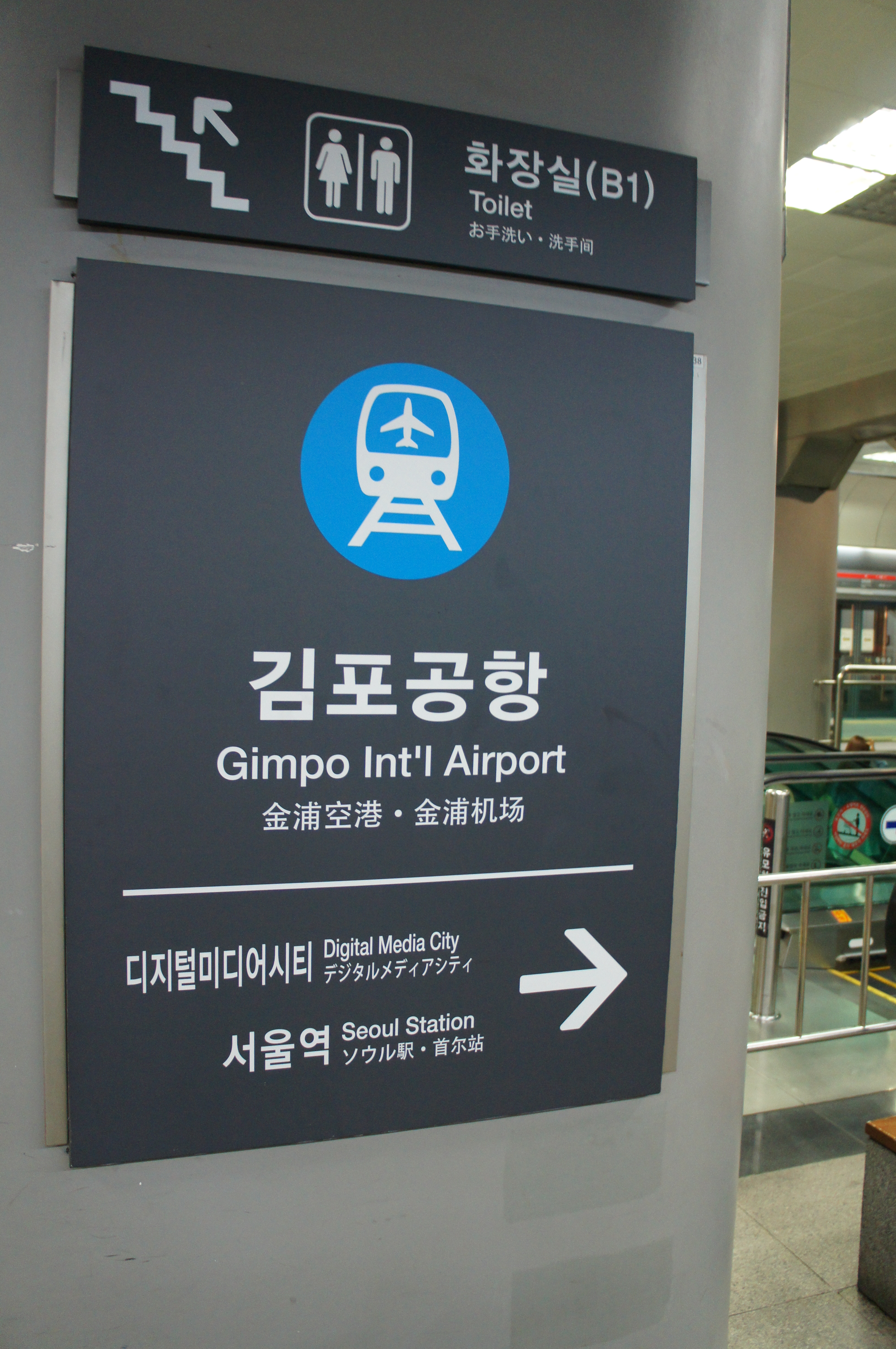
En 2014.
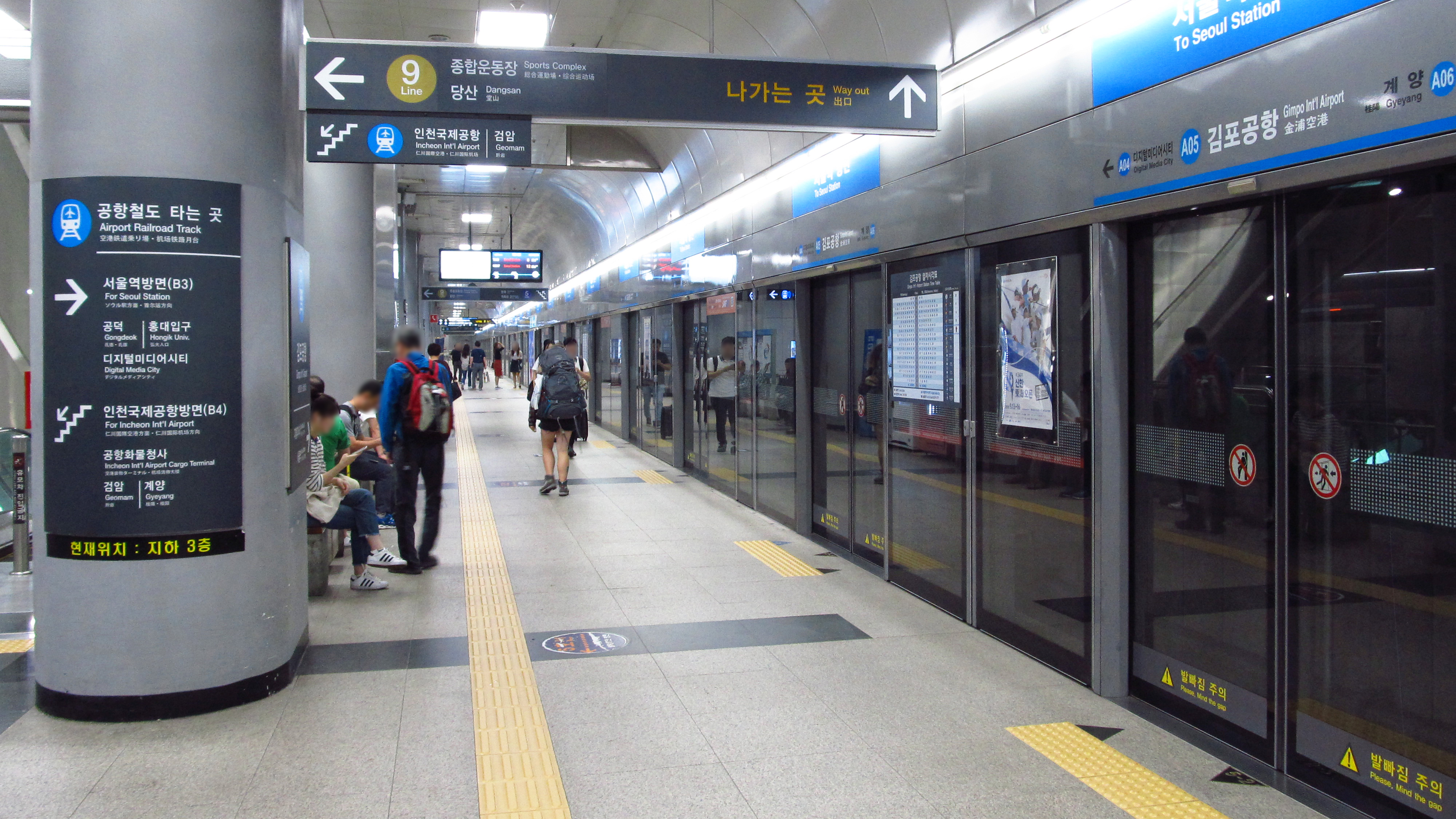
En 2018.

#### Ligne Gimpo Gold
Aéroport international de Gimpo ligne Gimpo Gold, dispose de deux quais équipés de portes palières. Elle est desservie par les rames omnibus qui circulent sur la ligne, avec pour terminus nord-ouest Yangchon2 et la station est le terminus sud.

Installations ligne Gimpo Gold
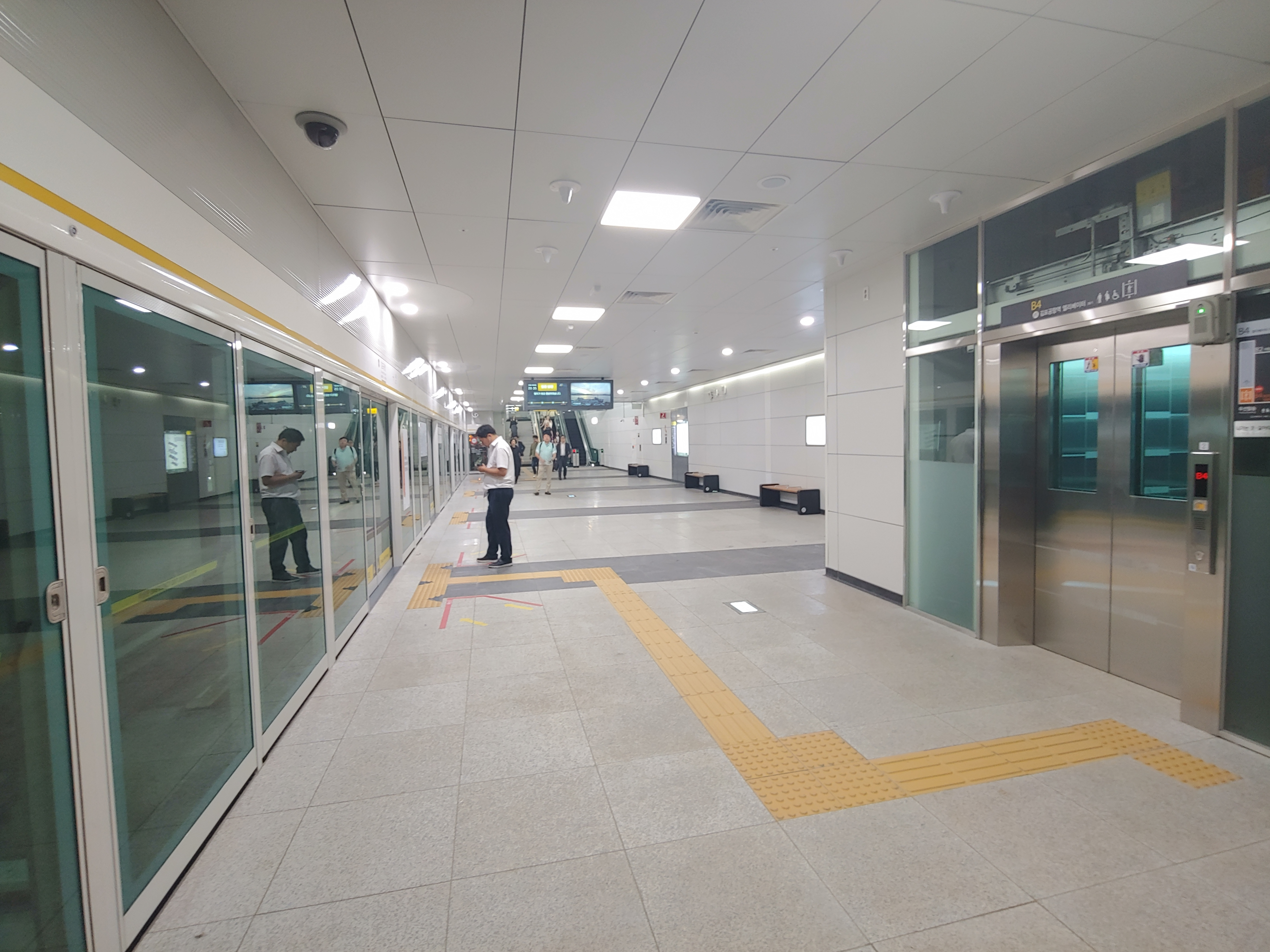
En 2019
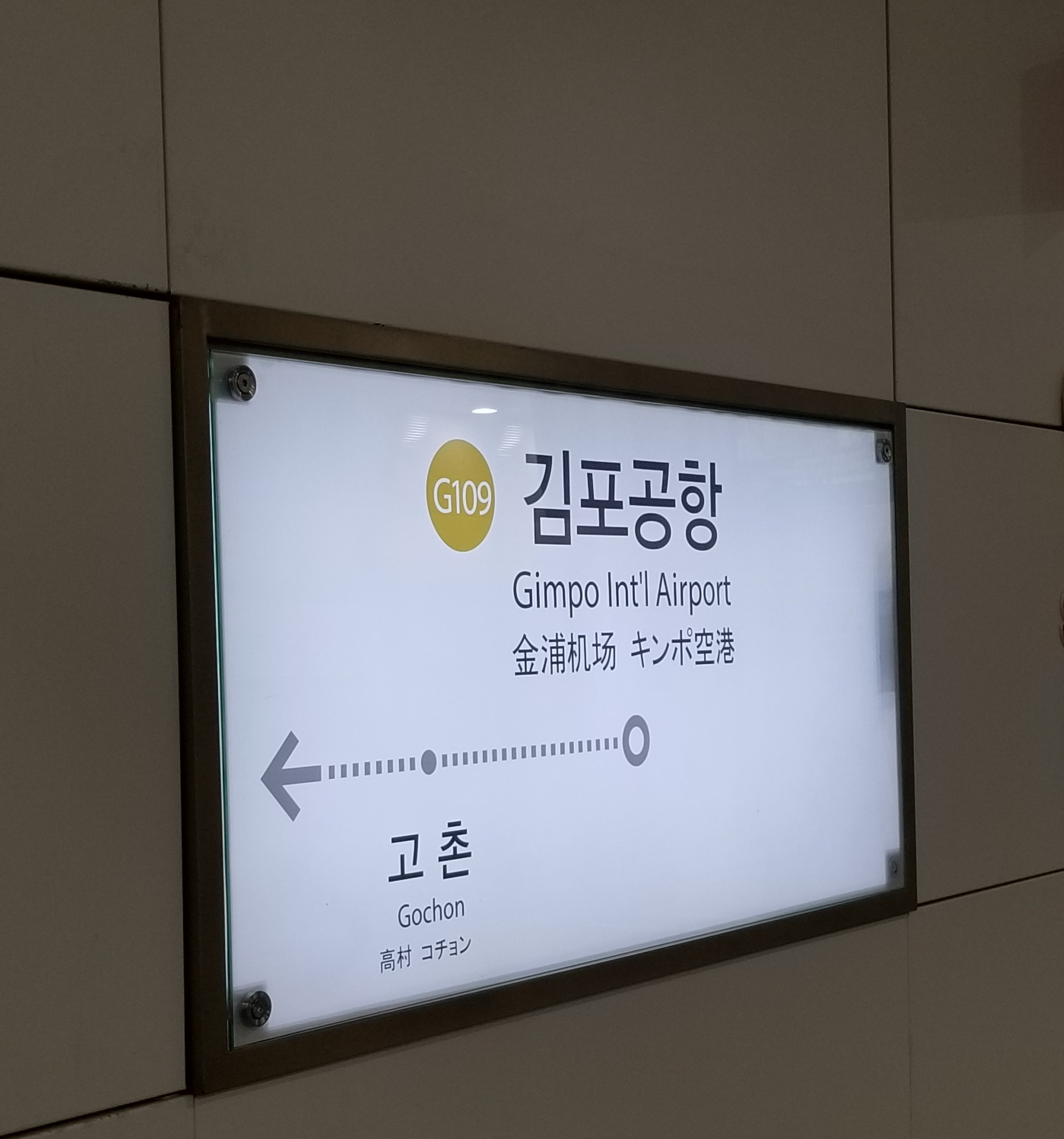
En 2019.

#### Ligne Seohae
Aéroport international de Gimpo ligne Seohae, dispose de deux quais équipés de portes palières. Elle est desservie par les rames omnibus qui circulent sur la ligne, avec pour terminus nord Daegok ou Ilsan et pour terminus sud Wonsi.

Installations ligne Seohae
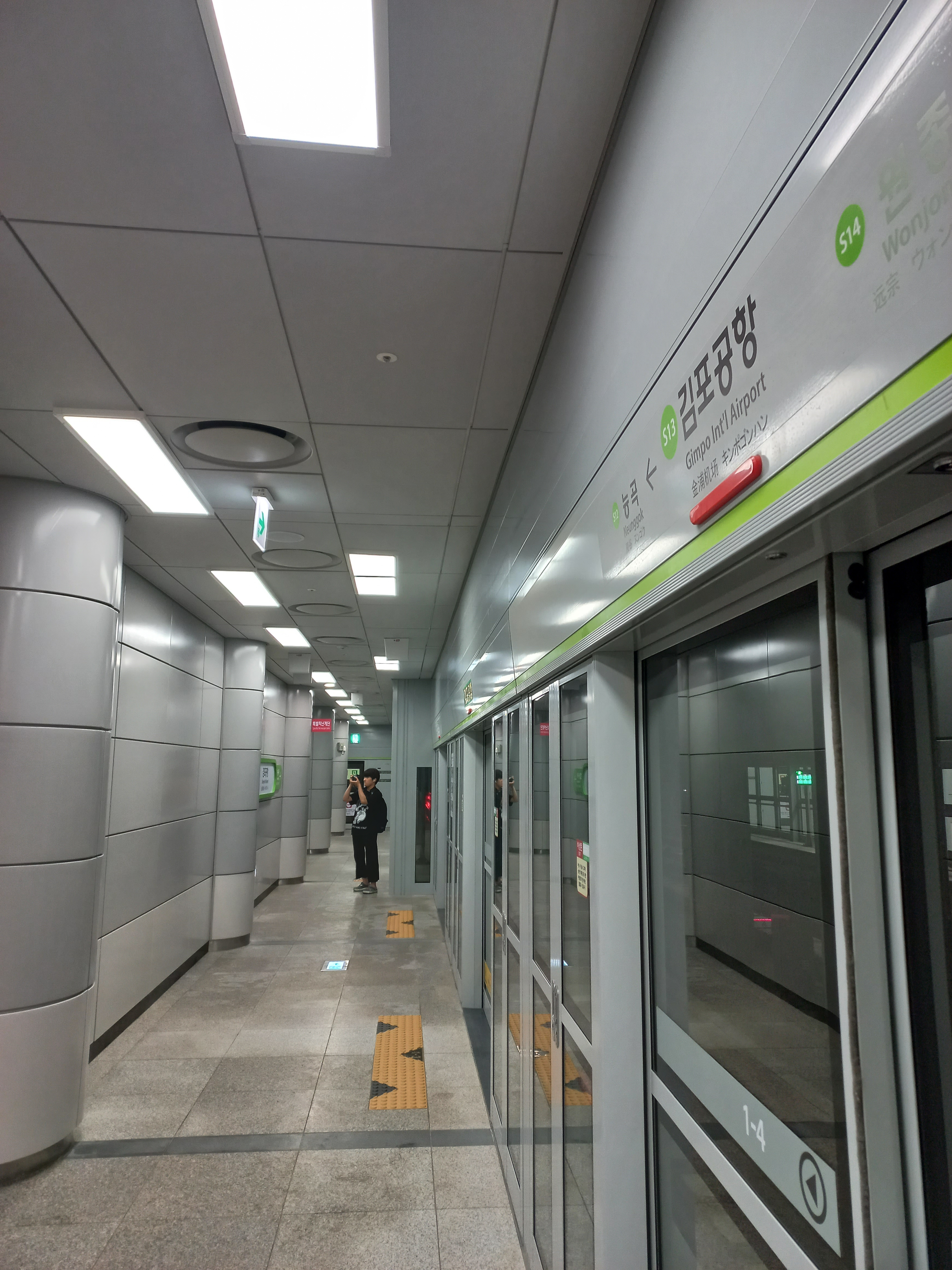
En 2023.
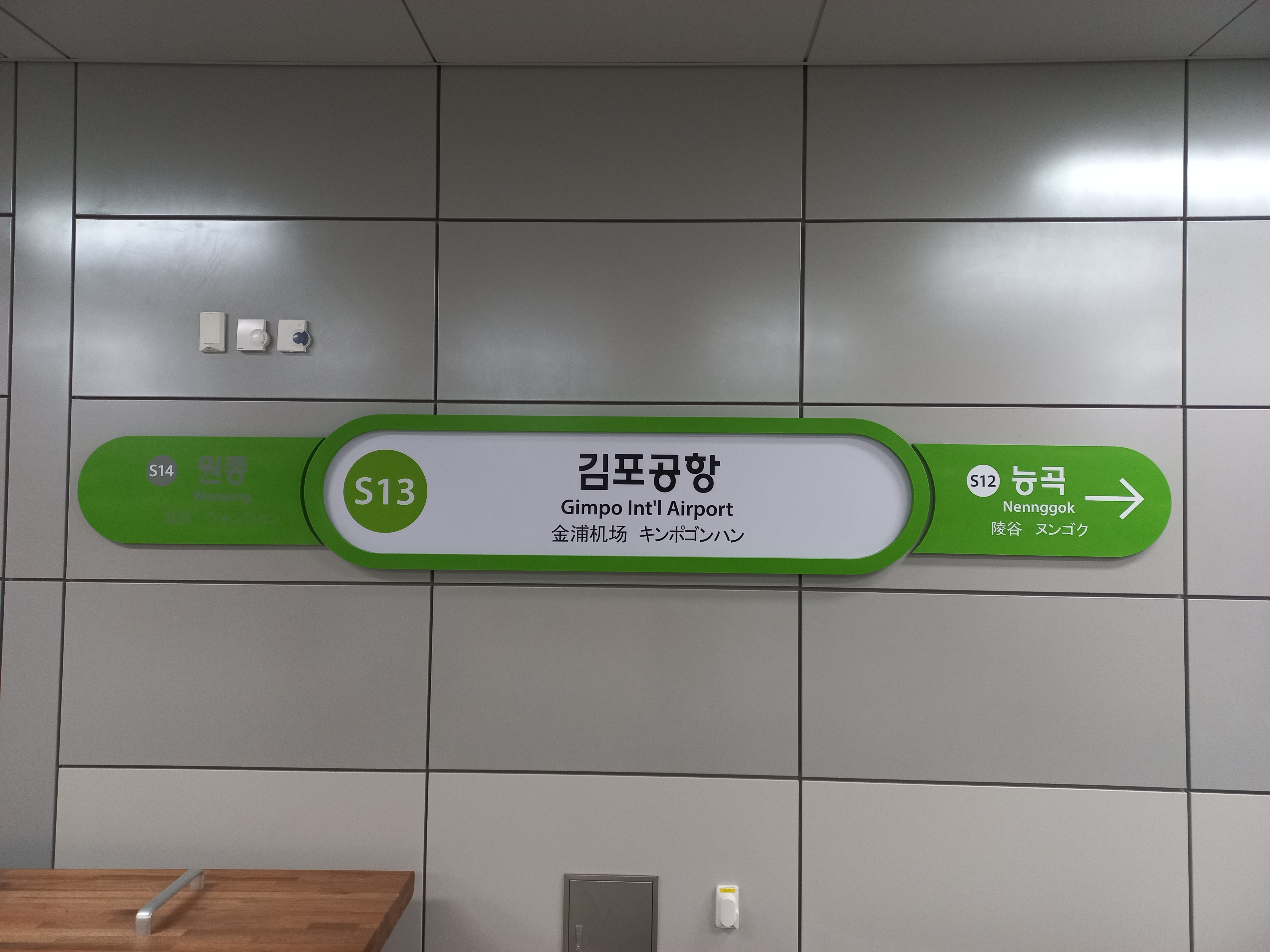
En 2023.
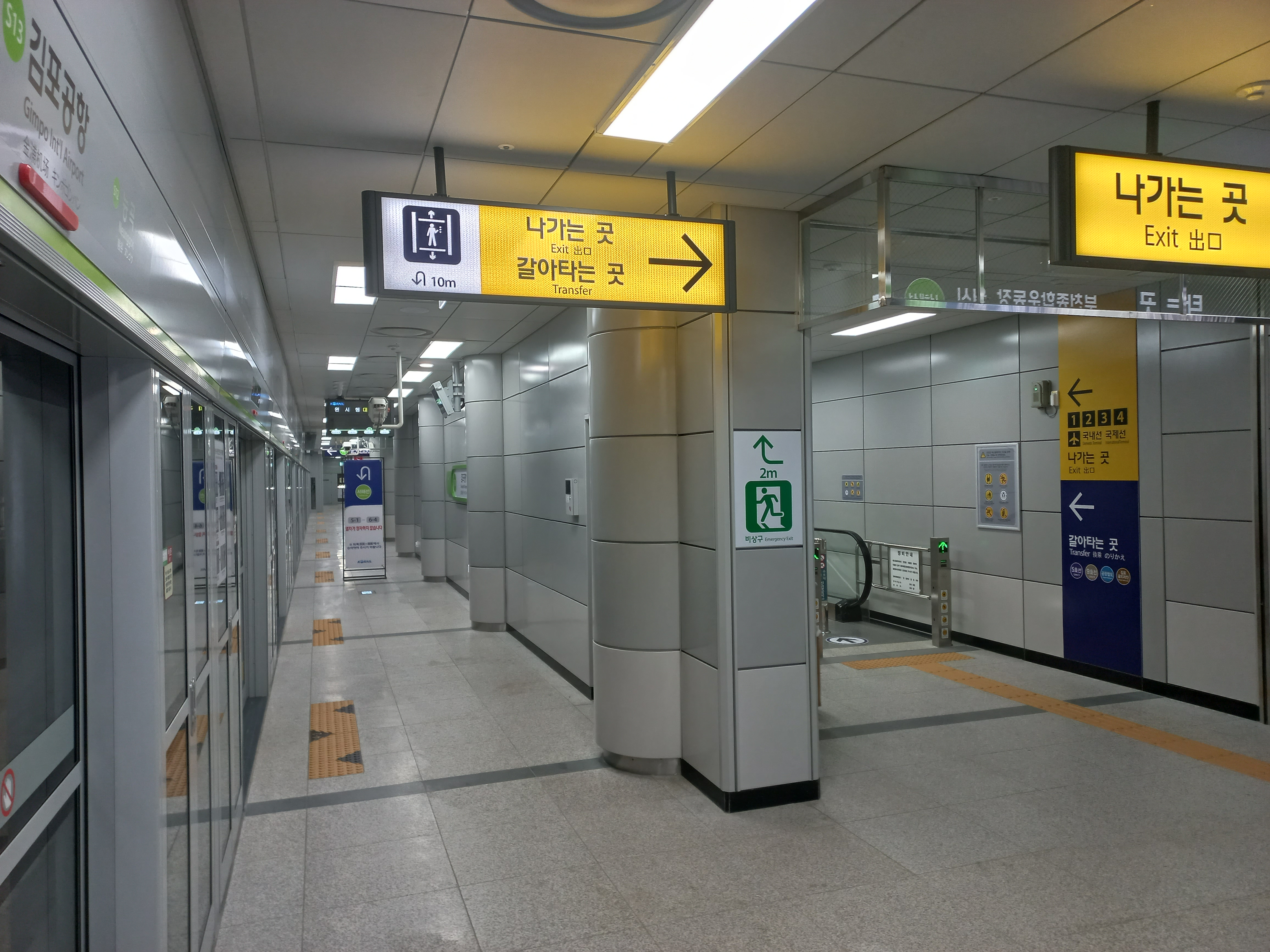
En 2023.

### Intermodalité
Outre les relations avec l'aéroport et ses vols, l'accès/sortie n°23 est situé à proximité de deux arrêts de bus.

## À proximité
La station dessert principalement l'Aéroport international de Gimpo ou l'on trouve également un guichet de l'Offce coréen du trourisme.